# 1707
Évszázadok: 17. század – 18. század – 19. század
Évtizedek: 1650-es évek – 1660-as évek – 1670-es évek – 1680-as évek – 1690-es évek – 1700-as évek – 1710-es évek – 1720-as évek – 1730-as évek – 1740-es évek – 1750-es évek
Évek: 1702 – 1703 – 1704 – 1705 –  1706 – 1707 – 1708 – 1709 – 1710 – 1711 – 1712

## Események

### Határozott dátumú események
- március 13. – A spanyol örökösödési háborúban Savoyai Jenő hadisikerei nyomán XIV. Lajos lemond olaszországi igényeiről.
- április 3. – A császári szolgálatban álló szerb határőrcsapatok kegyetlen öldöklések közepette kirabolják és felégetik Kecskemétet.[1]
- április 5–21. – A marosvásárhelyi országgyűlés kimondja Erdély elszakadását a Habsburg-háztól és II. Rákóczi Ferenc fejedelmet tekinti általános teljhatalommal felruházott uralkodójának. (Továbbá törvénybe iktatják az 1706 márciusi huszti országgyűlés végzéseit Erdély és Magyarország konföderációjáról.)[2][3]
- április 18. – Esze Tamást brigadérossá nevezik ki.[2]
- április 25. – Almanzai csata(wd)[4]
- május 1. – Életbe lép az Acts of Union, az Angol és Skót Királyságok egyesülését kimondó törvény.
- május 15. – Rákóczi Szerencsen fogadja a szövetséget és a lengyel trónt felkínáló I. Péter orosz cár követeit.[2]
- május 31.–június 22. – Ónodi országgyűlés.[2]
- június 13. – I. József császárt az ónodi országgyűlés trónfosztottnak nyilvánítja („Eb ura a fakó! mai naptól fogva József nem királyunk!”)[5]
- július 29. – A vármegyékhez intézett nyílt levelében Esterházy Pál nádor törvénytelennek nyilvánítja az ónodi országgyűlést.[2]
- augusztus 10–22. – Homonnán ülést tart az Erdélyi Tanács, s a cárral kötendő szövetségről és Rákóczi lengyel királyságáról tárgyal.[2]
- szeptember 14. – Varsóban I. Nagy Péter orosz cár és II. Rákóczi Ferenc fejedelem biztosai szerződést kötnek.[2]

### Határozatlan dátumú események
- március vége–április eleje – A Duna–Tisza közét császári szolgálatban feldúló szerb határőrcsapatok Kalocsa környékén is garázdálkodnak.[1]
- július – A kurucok megkezdik Arad ostromát. (A városban jelentős szerb katonaság és népesség van. Az ostromot 25-én eredménytelenül abbahagyják.)[1]
- október – Az osztrák császári csapatok Jean Rabutin tábornok parancsnoksága alatt megszállják Erdély teljes területét.[3]
- az év folyamán – 
  - Az Alpokban megépítik az első alagutat.
  - A rácok elleni második bácskai hadjárat.[1]

## Születések
- február 25. – Carlo Goldoni olasz komédiaíró († 1793)
- április 15. – Leonhard Euler svájci matematikus († 1783)
- május 23. – Carl von Linné svéd természettudós, orvos, botanikus († 1778)
- szeptember 7. – Georges-Louis Leclerc de Buffon francia természettudós († 1788)
- november 3. – Michael Czakul erdélyi szász orvos, sebész († 1771)
- december 18. – Charles Wesley, a metodizmus egyik vezetője, John Wesley öccse († 1788)

## Halálozások
- január 4. – Lajos Vilmos badeni őrgróf császári tábornagy (* 1655)
- január 20. – gróf Kollonich Lipót bíboros, esztergomi érsek (* 1631)
- március 3. – Aurangzeb nagymogul, a Mogul Birodalom uralkodója (* 1618)
- május 9. – Dietrich Buxtehude német zeneszerző (* 1637)
- szeptember 1. – Madame de Montespan, XIV. Lajos francia király szeretője (* 1640)
- november 8. – Rákóczi Erzsébet költő, Rákóczi László és Bánffy Erzsébet leánya (* 1654)